# Linha 2 do Tramway d'Île-de-France
A linha 2 do Tramway d'Île-de-France, chamado simplesmente de T2, é uma linha operada pela Régie Autonome des Transports Parisiens (RATP), que foi inaugurado em 2 de julho de 1997, por ocasião da Jornada Mundial da Juventude (JMJ).
Ele liga a abertura da extensão norte da linha em 19 de novembro de 2012, da Porte de Versailles ao Pont de Bezons em 17,9 km e tem vinte e quatro estações, separadas por uma média de 778 metros servindo a área de negócios de La Défense.
Ele usa, em parte do seu percurso, o leito da antiga linha de Puteaux a Issy-Plaine, chamada linha des Moulineaux, fundada em 1889 e gerida pela Société Nationale des Chemins de Fer Français (SNCF) até a sua conversão para um bonde.

O plano da linha T2.

## História

### Linha do tempo
- 2 de julho de 1997: entre La Défense, e Issy-Val de Seine
- 2000: comissionamento dos setenta trens Citadis 302
- 2 de dezembro de 2002: serviço comercial dos primeiros trens Citadis 302
- 2003: transferência dos trens Tramway français standard (TFS) para a linha 1 do tramway
- setembro de 2003 a outubro de 2004: circulação periódico de uma motriz histórica do tramway de Viena
- 5 de setembro de 2005: início da circulação de trens duplos
- 21 de novembro de 2009: extensão para o sul de Issy-Val de Seine para Porte de Versailles
- 19 de novembro de 2012: extensão para o norte de La Défense para Pont de Bezons

### A linha de Moulineaux

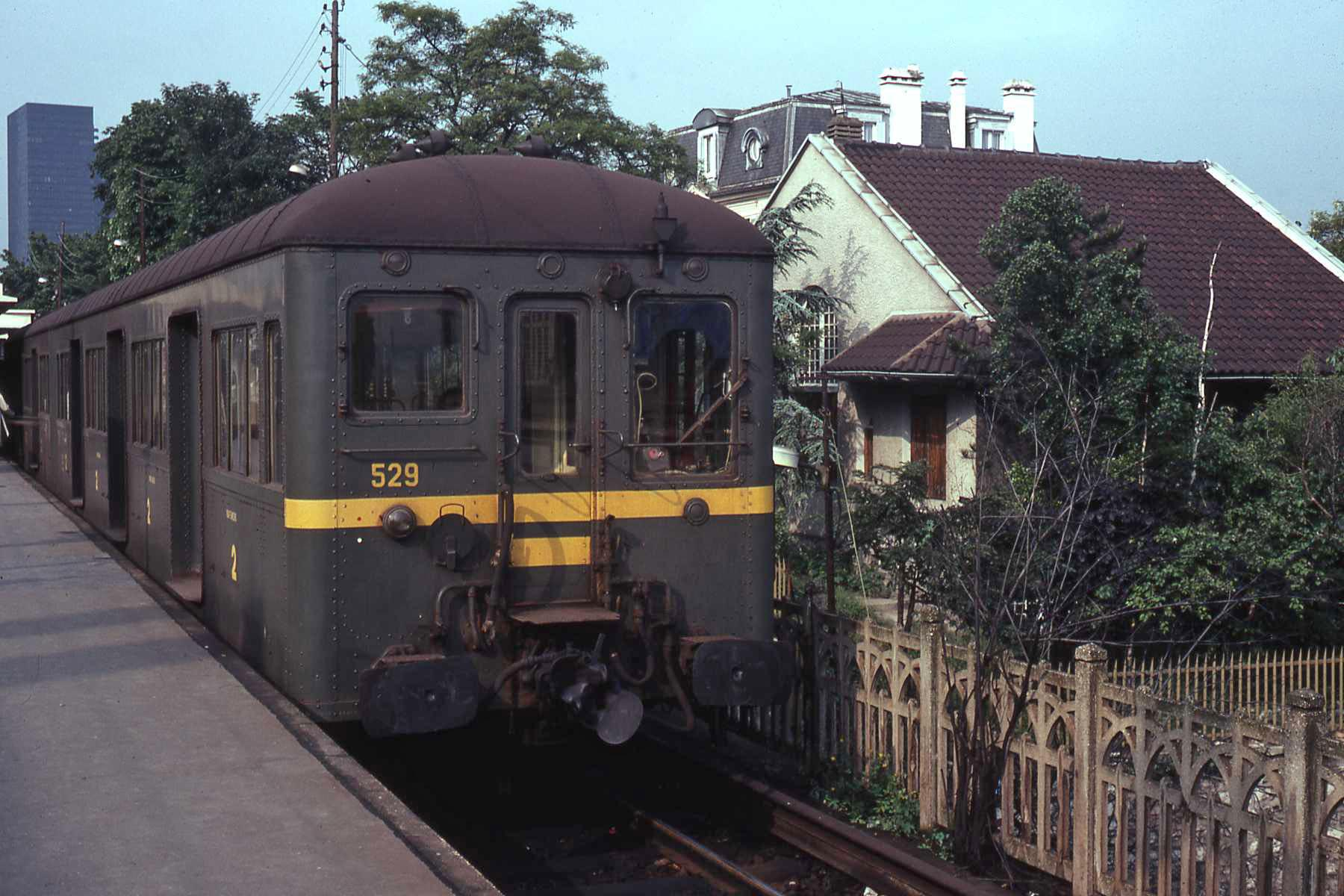
Um trem Standard da ligne des Moulineaux, na estação terminal de Puteaux, em julho de 1980.

A linha 2 do bonde da Île-de-France toma na maior parte do seu curso (10 km em 17,9 km), o leito da linha de Puteaux a Issy-Plaine, também conhecida como Ligne des Moulineaux e Ligne des Coteaux. Aberta em 1 de maio de 1889, apenas em tempo para a Exposição Universal de 1889, ela se apresenta na forma de uma desconexão da linha Paris-Saint-Lazare a Versailles-Rive-Droite tomando o nascimento em Puteaux e levando para o Champ de Mars, em Paris, ao pé da obra emblemática da Exposição, a Torre Eiffel, antes de seu terminal de volta para Issy-Plaine
A linha de Moulineaux sofria de uma falta de investimento que a tornou uma das linhas mais vetustas do subúrbio de Paris, com o desempenho dos mais medíocres, embora fosse localizado perto do bairro futurista de La Défense. Esta situação perdurou até o seu fechamento, realizado em 21 de maio de 1993, a fim de permitir a sua transformação em uma linha de tramway, T2.

### Transformação em linha de tramway

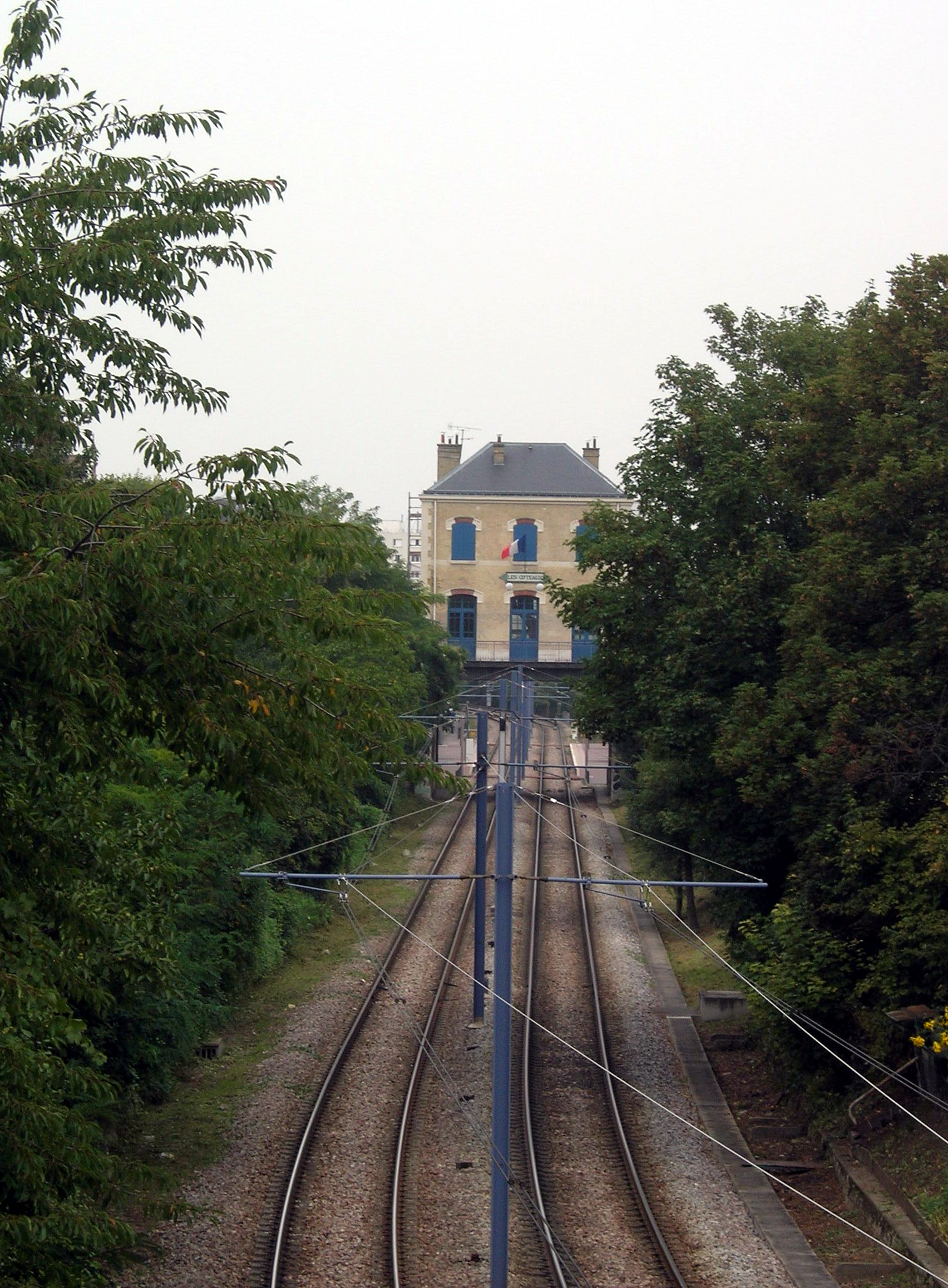
Perto de estação Les Coteaux, em primeiro plano, as linhas do tramway, bem como o fio trolley duplo e respectivos suportes colocada entre o eixo do canal, e o segundo, o antigo edifício de passageiros conservado mas abandonado da estação de mesmo nome, em setembro de 2006.

A modernização da linha, com o seu prolongamento para o norte para La Défense está incluído no contrato de plano État-Région. O esquema de princípio é levado em conta pelo Syndicat des transports parisiens em 23 de outubro de 1991. O processo de consulta prévia para a declaração de interesse público ocorreu em dezembro de 1991 e janeiro de 1992, e esta última foi pronunciada em 18 de março de 1993 para um data de inauguração em 1996.

### Nascimento do T2

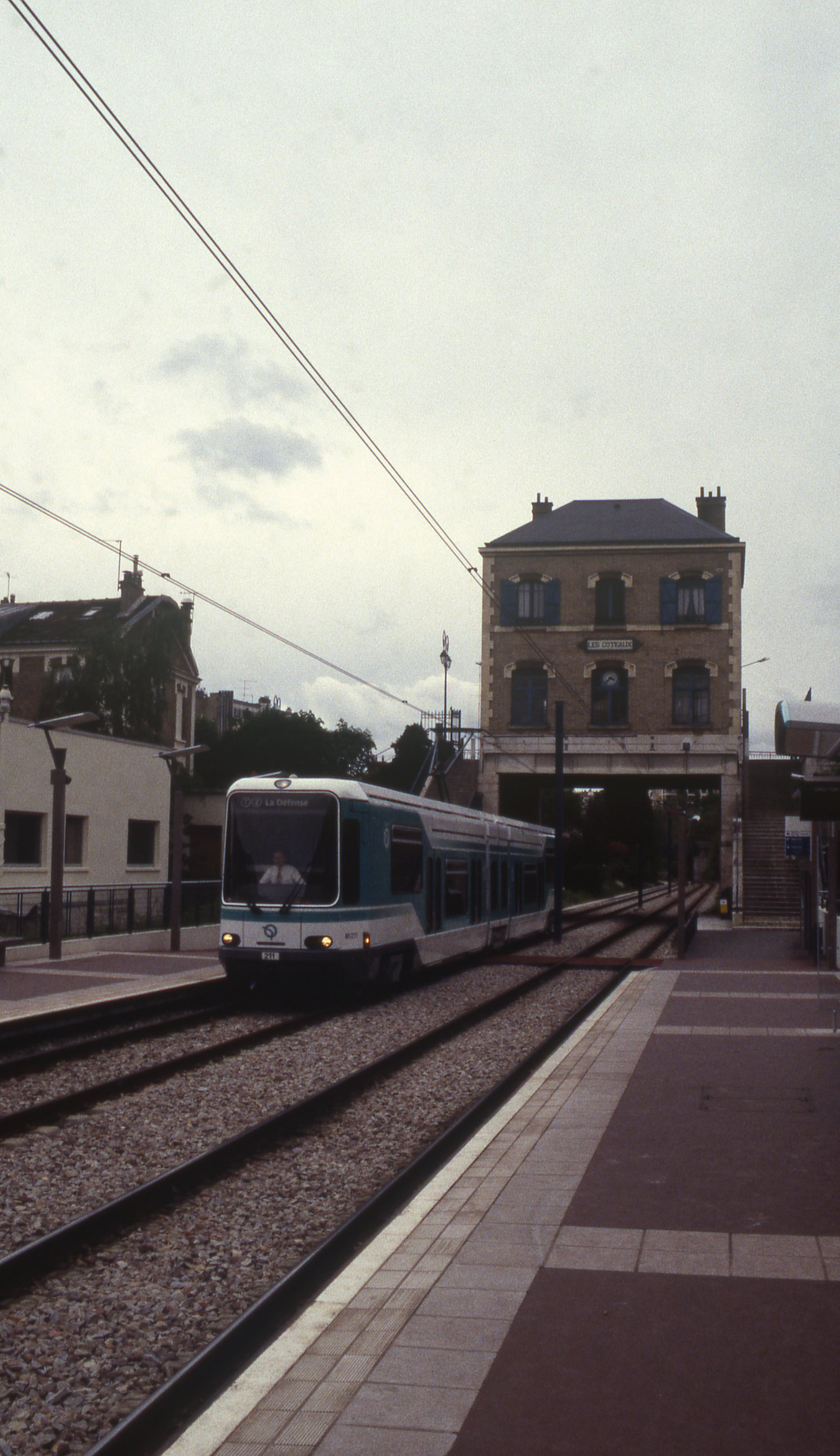
Um Tramway français standard na estação Les Coteaux, em abril de 1998.

A linha foi aberta para o serviço de passageiros na sua totalidade em 2 de julho de 1997, o dia de sua inauguração. O custo da construção de valores para 94,52 milhões de euros, ao qual deve ser acrescentado 41,47 milhões de euros para a dezesseis trens Tramway français standard (TFS) e, em seguida, idênticos aos da linha T1. A modernização da linha, o acesso direto a La Défense e a cobertura de acordo com uma frequência de uma paragem de eléctrico a cada quatro a doze minutos de reunião de um grande sucesso, com uma distância entre Issy e A Defesa realizada em 22 minutose 30 000 viajantes são esperados no final de três anos, já tinha transportado de três meses após a entrada em funcionamento. A RATP operava, em 1997, o bonde mais rápido da França (velocidade comercial de 29,5 km/h), se bem que, desde então, a linha 3 do Tramway de Lyon e o Rhônexpress o ultrapassaram, com as respectivas velocidades comerciais de 38 km/h e de cerca de 50 km/h.

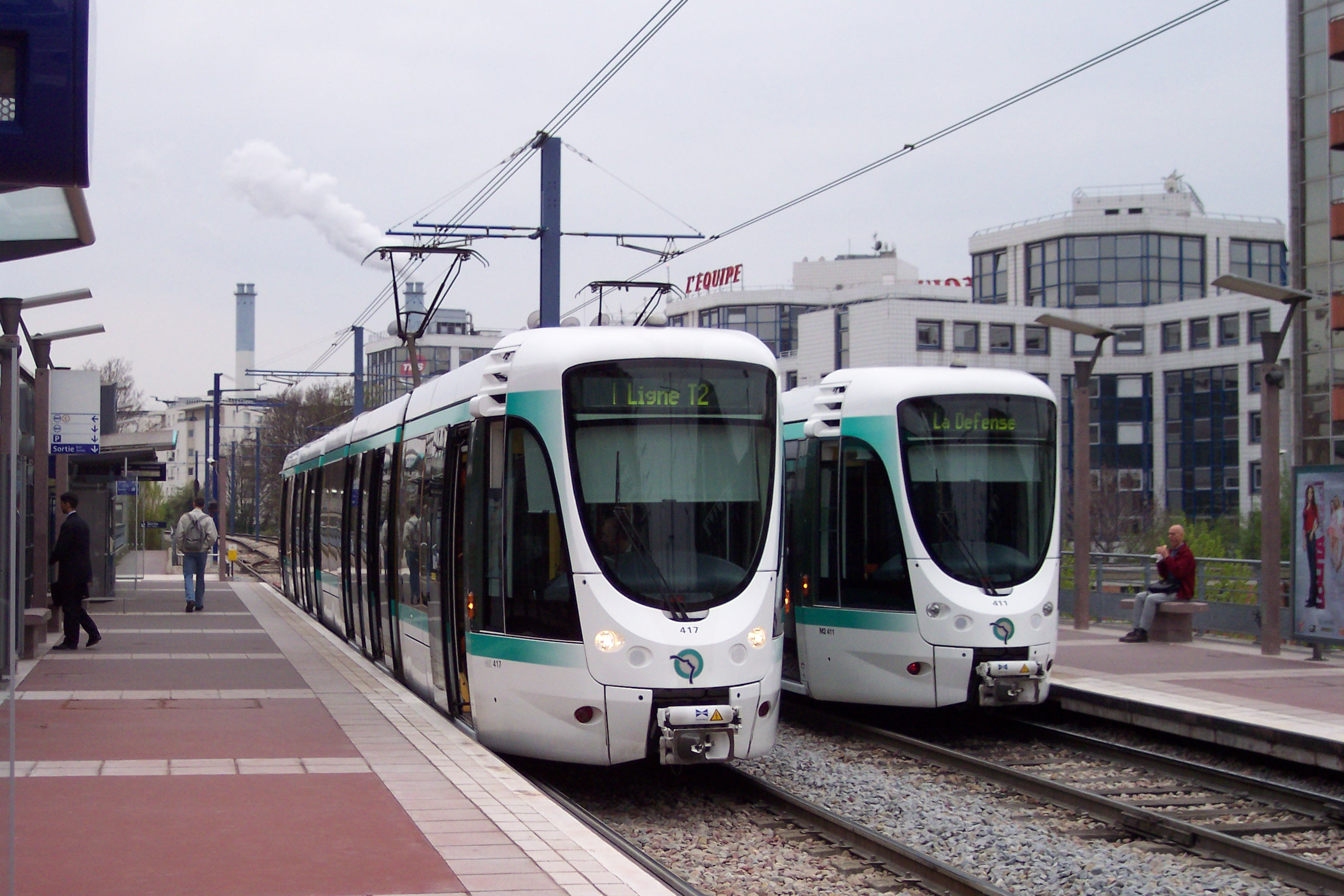
Os trens Citadis 302 n.º 411 e 417 na estação Issy-Val de Seine, em abril de 2005.

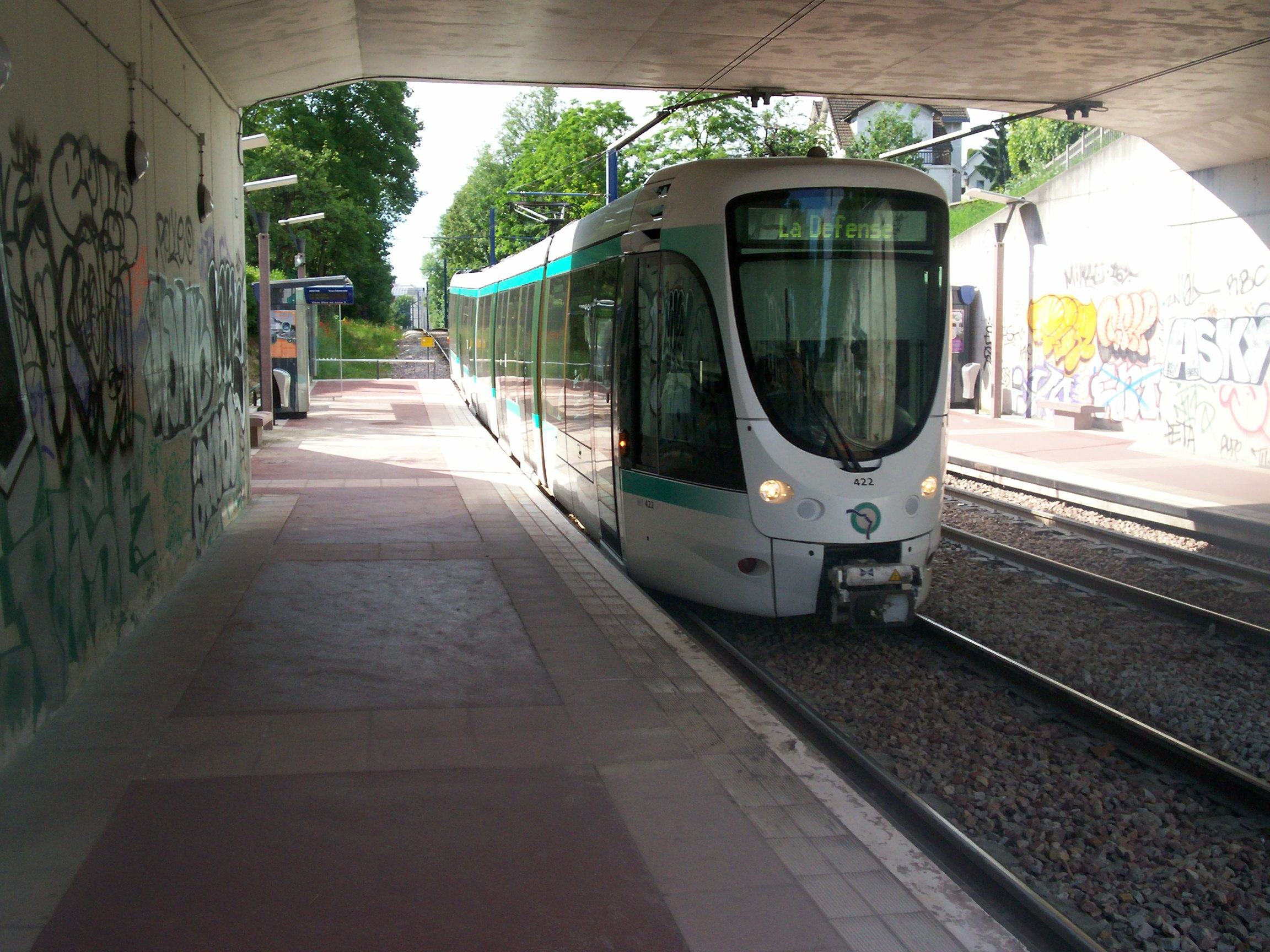
O rame Citadis 302 n.º 422 na estação Les Milons na parte da plataforma realizada no contexto das obras de alongamento em junho de 2006.

Em 2005, o tráfego da linha se eleva ao dobro das projeções iniciais, com 60 000 passageiros por dia. Os trens duplos Citadis de sessenta e cinco metros, em seguida, são colocados em serviço em setembro do mesmo ano, em 5 de setembro de 2005, aumentando a capacidade da linha de 33%. Desde então, o T2 conheceu um constante aumento do seu tráfego, passando os 65 000 passageiros por dia e iniciando em 2007 a sua extensão tanto para o norte quanto para o sul.

### Extensão de Issy-Val de Seine à Porte de Versailles

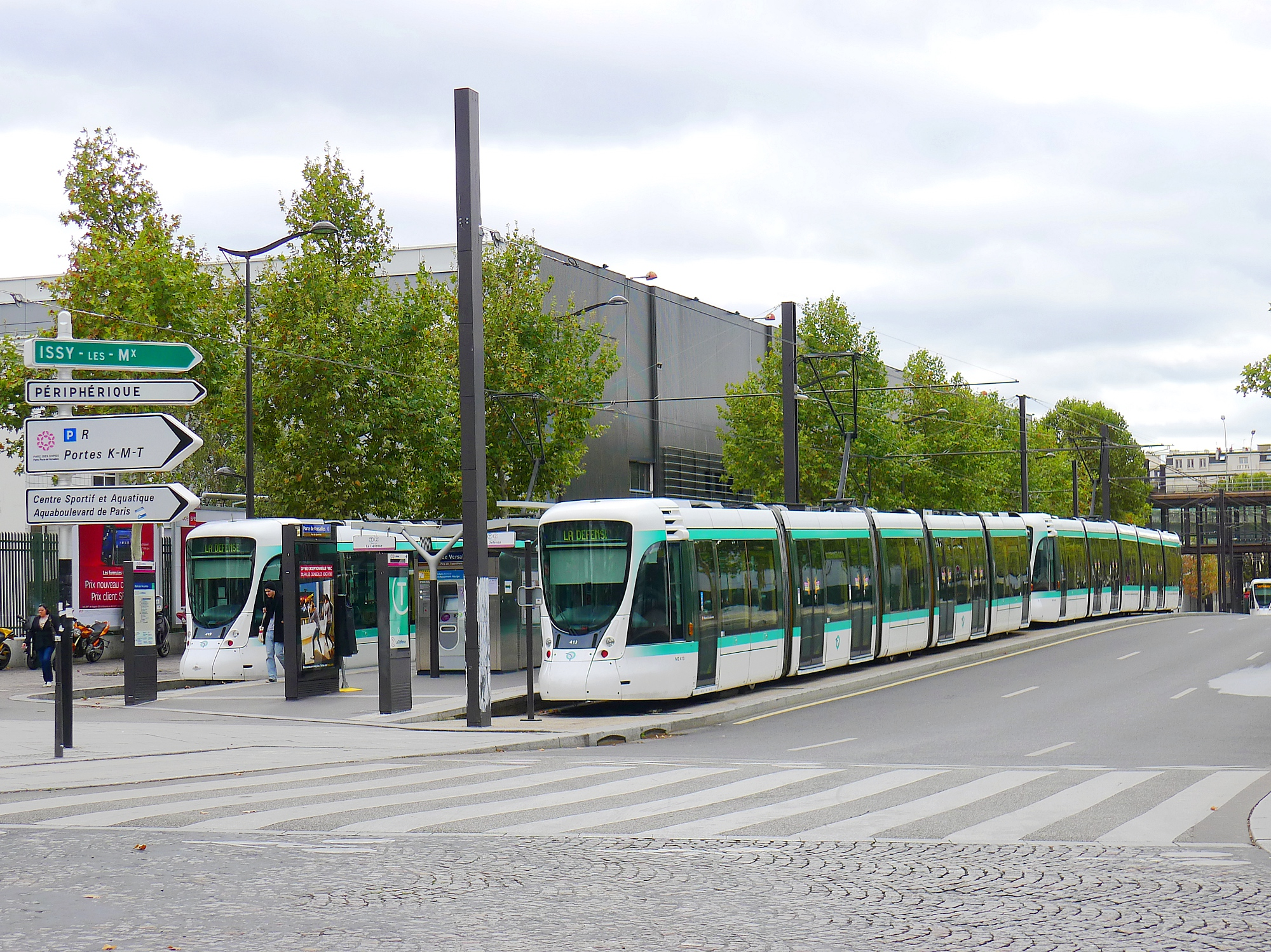
Dois remos duplos Citadis 302 da estação de metrô Porte de Versailles, em outubro de 2011.

Em 21 de novembro de 2009, a linha foi estendida para o sul de Issy-Val de Seine para a Porte de Versailles. Previsto no contrato de plano de 2000-2006, esta extensão tem de 2,3 quilômetros, permitindo a conexão de quatro novas estações: Henri-Farman, Suzanne-Lenglen, Porte-d'Issy e Porte de Versailles.. Concebido para reforçar a acessibilidade ao pólo de La Défense desde Paris, para melhorar o atendimento aos bairros oeste e norte de Issy-les-Moulineaux e Vanves, bem como os do sul do 15.º arrondissement de Paris, ele permite a linha de T2 de oferecer novas conexões para a linha 8 do Metrô para Balard, com a linha 12 do Metrô e com a linha T3 na Porte de Versailles, dando origem à primeira correspondência entre duas linhas de tramway moderno na Ilha de França. Seu custo foi estimado em 103 milhões de euros

### Extensão de La Défense para Pont de Bezons

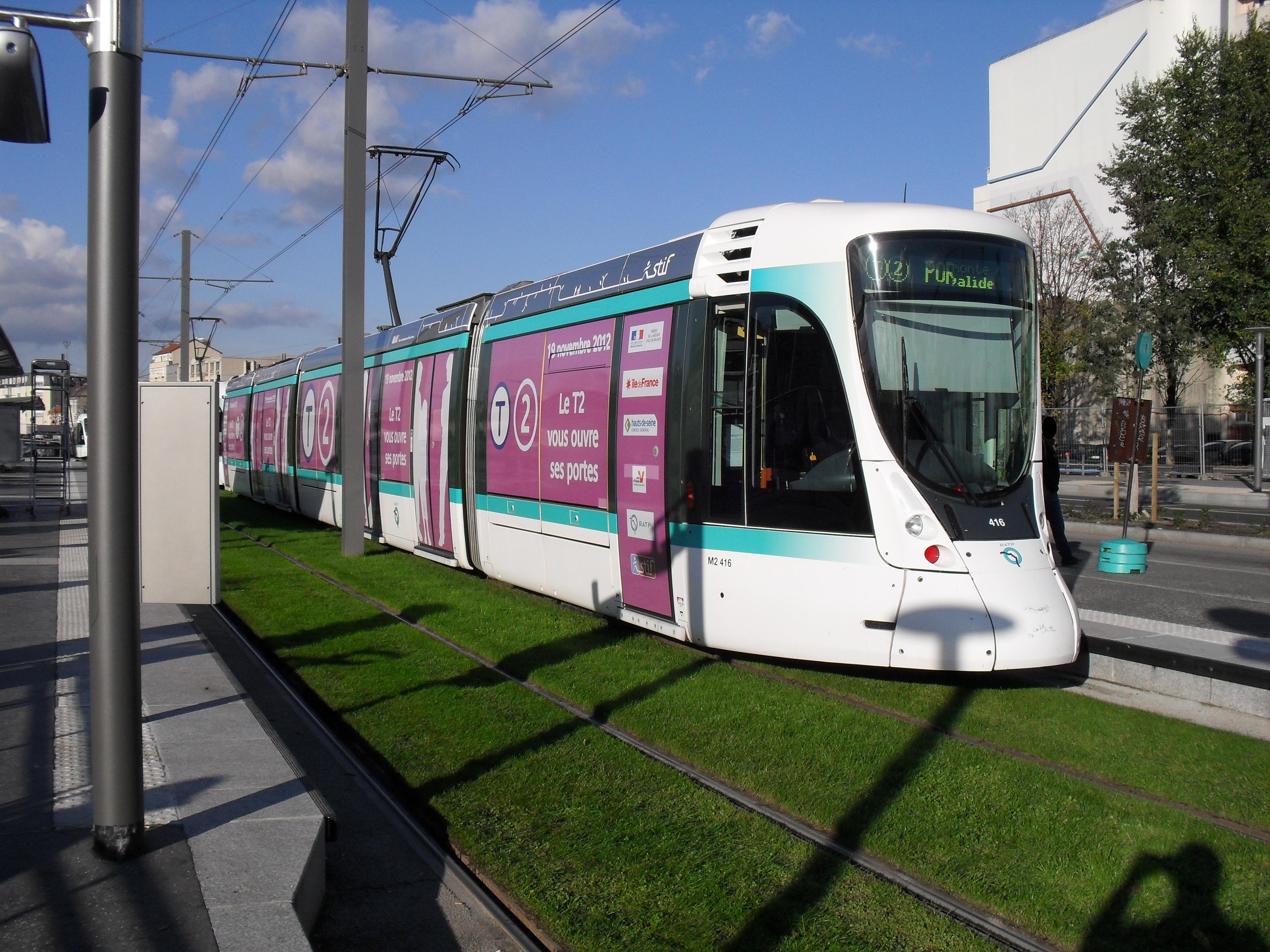
Um trem duplo Citadis 302, com na cabeça o elemento n.º 416, na estação Pont de Bezons, em novembro de 2012.

Em 19 de novembro de 2012, a linha foi estendida ao norte de La Défense - Grande Arche a Pont de Bezons. Esta extensão de 4.2 km tem sete estações: Faubourg de l'Arche, Les Fauvelles, Charlebourg, Jacqueline Auriol, Victor Basch, Parc Pierre Lagravère e Pont de Bezons.

## Estações

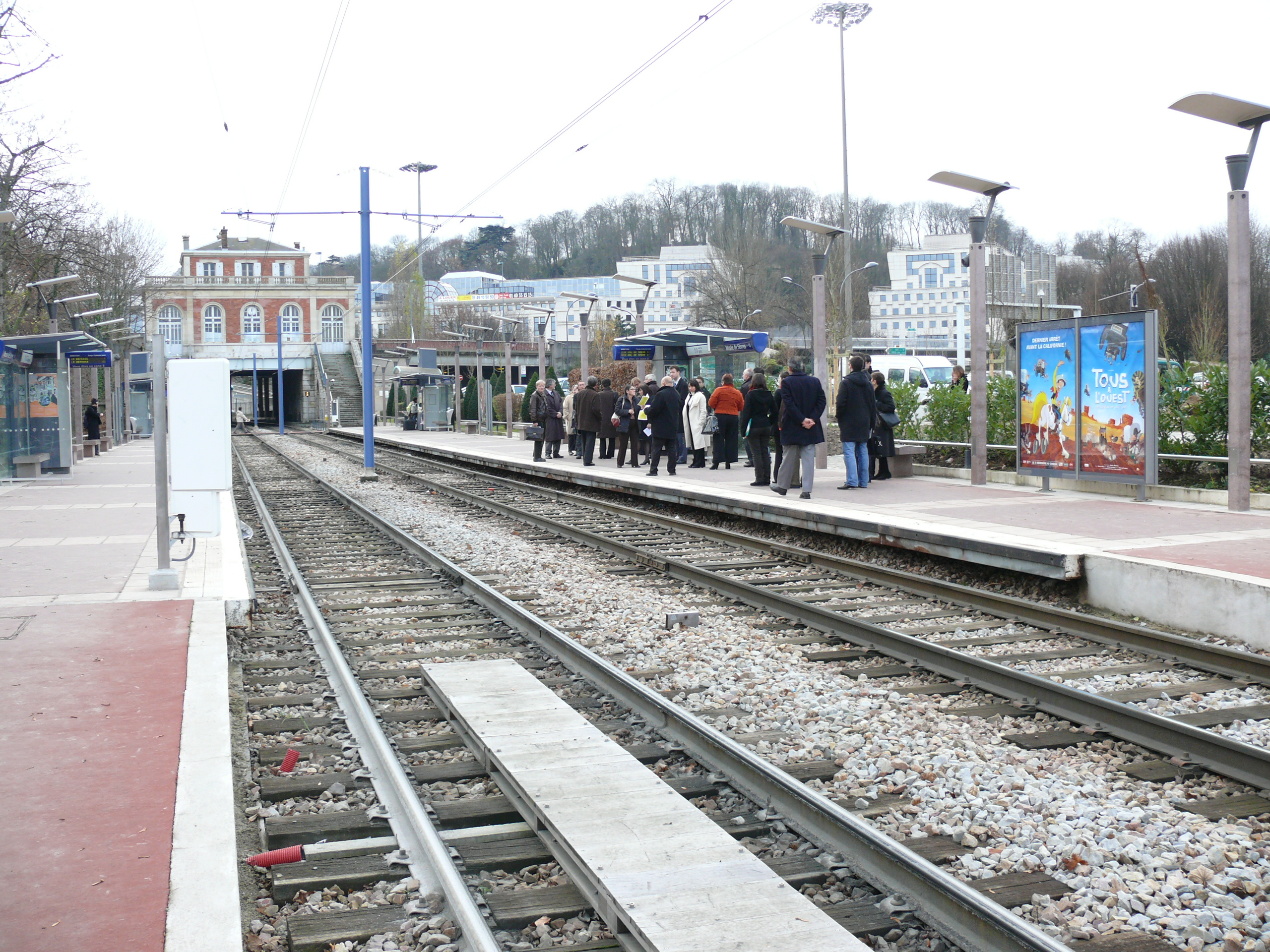
A estação de Musée de Sèvres, na linha de Puteaux a Issy-Plaine, em dezembro de 2007.

A linha T2 tem para 17.9 km. Ela está localizado em leito próprio sobre todo o percurso e segue a linha de Puteaux a Issy-Plaine, chamada linha de Moulineaux, uma antiga linha criada em 1889 e gerido pela Société Nationale des Chemins de Fer Français (SNCF). Devido a isso, ao contrário das linhas T1 e T3a que são implantadas em corredor próprio, mas no meio ou nas bordas da calçada, a linha T2, é também em corredor próprio, está implantada fora do viário entre as estações La Défense e Suzanne Lenglen. Estas características, semelhantes aos de um trem-tram, permitem a linha de ter uma velocidade comercial maior do que o das outras linhas de tramway francilianas.

Traçado geograficamente preciso da linha T2.

- Pont de Bezons
- Parc Pierre Lagravère
- Victor Basch
- Jacqueline Auriol
- Charlebourg
- Les Fauvelles
- Faubourg de l'Arche
- La Défense
- Puteaux
- Belvédère
- Suresnes-Longchamp
- Les Coteaux
- Les Milons
- Parc de Saint-Cloud
- Musée de Sèvres
- Brimborion
- Meudon-sur-Seine
- Les Moulineaux
- Jacques-Henri Lartigue
- Issy-Val de Seine
- Henri Farman
- Suzanne Lenglen
- Porte d'Issy
- Porte de Versailles

## Extensão

### Extensão para Sartrouville
O projeto de SDRIF, revelado pela região em fevereiro de 2007, previu na fase 2 (2014-2020) uma extensão da linha de Pont de Bezons para Sartrouville-Val de Notre-Dame para se juntar com a linha de tramway T11 Express.